# Hoechster-Farben-Straße
Die Hoechster-Farben-Straße ist eine wichtige Verbindungsstraße im Westen Frankfurts zwischen den Stadtteilen Höchst und Sindlingen. Sie ist nach den Farbmitteln benannt, die der ehemaligen Hoechst AG zu ihrem Weltruf verhalfen. Häufig wird auch fälschlicherweise die Schreibweise „Höchster Farbenstraße“ verwendet.

## Geschichte
Lange bevor das Werksgelände der Farbwerke Hoechst existierte, führte die Landstraße nach Mainz südlich der Hoechster-Farben-Straße von Höchst nach Sindlingen. Mit der Erschließung des Gebietes durch die Industrieanlagen verlor diese Straße ihre ländliche Prägung und wurde nach dem Mitbegründer der Hoechst AG, Adolf von Brüning, Brüningstraße benannt. Der westliche Teil bekam den Namen Farbenstraße.
Nördlich der heutigen Hoechster-Farben-Straße wurde bereits 1839 die Bahntrasse der Taunus-Eisenbahn (Höchst–Kastel) angelegt.
In den 1950ern entschloss sich die Hoechst AG dazu, das Werksgelände für den öffentlichen Verkehr zu schließen. Dadurch war eine neue Streckenführung von Höchst nach Sindlingen nötig. Entlang der nördlichen Werksmauer führte zunächst ein Fußweg mit dem Namen An der Chinesischen Mauer. Ihn zu verbessern, hatte sich Frankfurt bereits im Einigungsvertrag mit der Stadt Höchst vom 19. Januar 1928 verpflichtet. Nun sollte die Straße An der Chinesischen Mauer zur „Neuen Farbenstraße“ ausgebaut werden. Jeweils ein Kreisel wurde in Höchst (Leunaknoten) und Sindlingen angelegt. 1954 konnte die Straße dann freigegeben werden. 

## Verlauf
Die Straße verläuft weitgehend parallel zur Taunus-Eisenbahn im Nordwesten und dem Industriepark Höchst im Südosten. Am Bahnhof Frankfurt-Sindlingen knickt sie nach Süden ab und endet dann an einer Anschlussstelle der Bundesstraße 40. Der Sindlinger Kreisel teilt die Straße in zwei unterschiedliche Abschnitte.

### Leunaknoten – Pfaffenwiese
Die Hoechster-Farben-Straße beginnt am so genannten Leunaknoten in Höchst und setzt dort die Adolf-Haeuser-Straße fort, während sie den Straßenzug Liederbacher Straße/Leunastraße kreuzt. Unter dem Knotenpunkt fließt der Liederbach. Die Straße bildet in diesem Abschnitt die Stadtteilgrenze Höchst (Süden) und Unterliederbach (Norden). Nach knapp einem Kilometer folgt die Bleiwerksbrücke genannte Brücke, die die Taunus-Eisenbahn und die Main-Lahn-Bahn Richtung Zeilsheim überquert und dort an die Straßen Pfaffenwiese und Silostraße anschließt.

### Pfaffenwiese – Sindlinger Kreisel

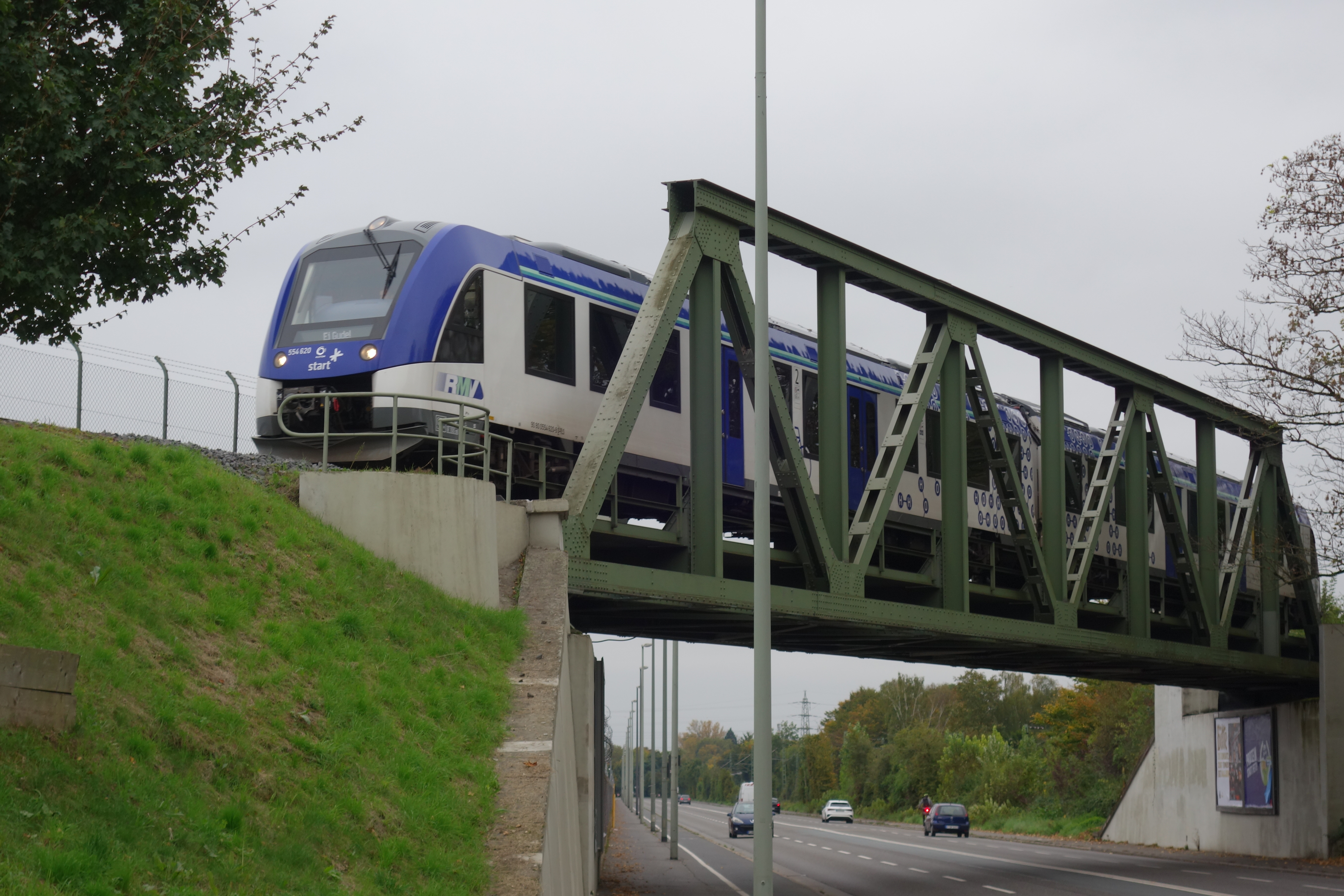
iLint-Triebwagen der Regionalverkehre Start Deutschland unterwegs zur Wasserstofftankstelle im Industriepark Höchst auf der Brücke zwischen Main-Lahn-Bahn und Werksbahn über der Hoechster Farbenstraße

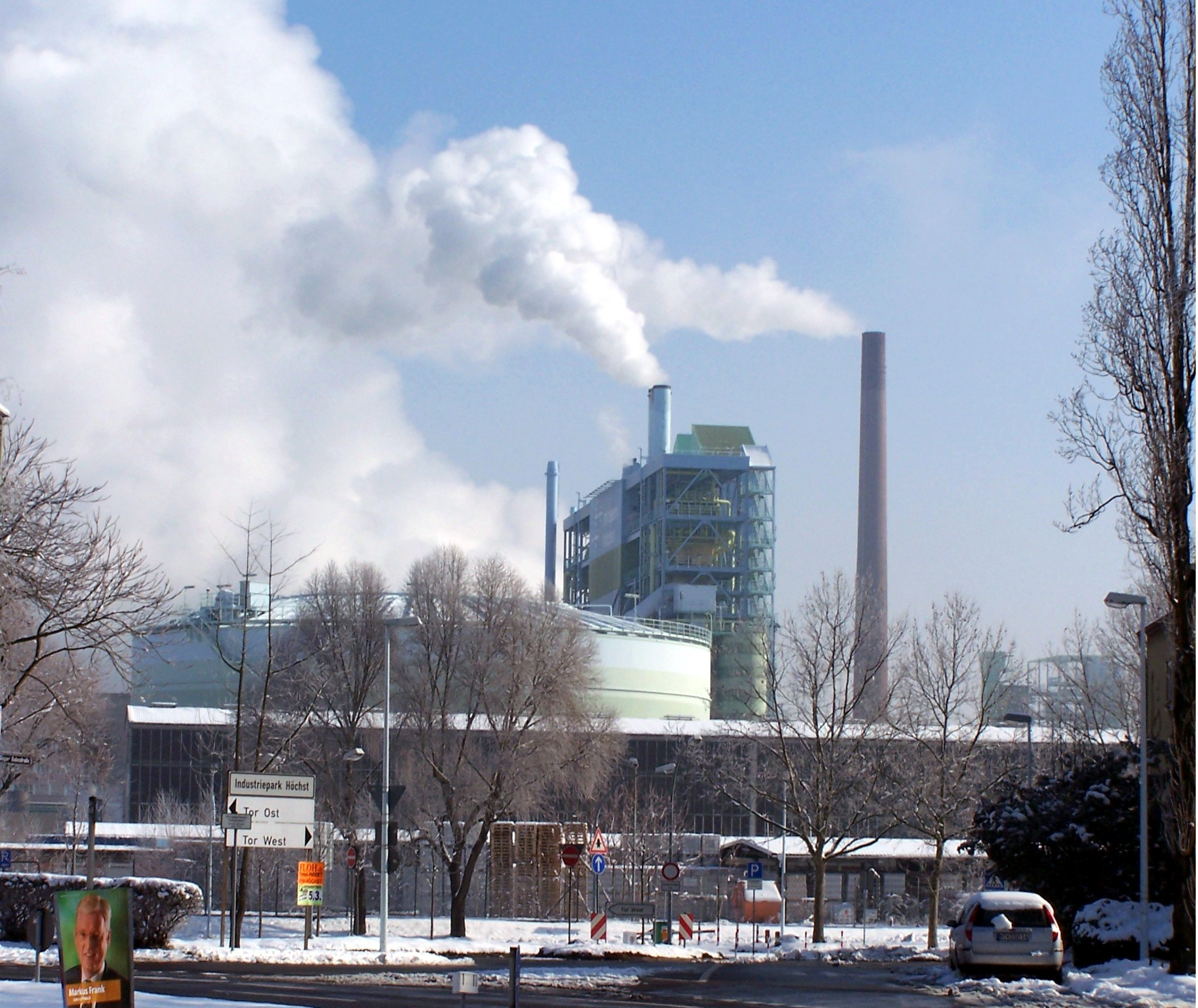
Industriepark Tor West am Sindlinger Kreisel

Nach weiteren 500 Metern in Höhe des Gleisdreiecks der beiden Bahnstrecken führt die Straße unter einer Eisenbahnbrücke, die die Main-Lahn-Bahn mit dem Werksinternen Eisenbahnnetz verbindet, hindurch. In einer scharfen Linkskurve erreicht die Hoechster-Farben-Straße den südlichen Teil von Sindlingen und den dortigen Kreisel. Hier kreuzt die Sindlinger Bahnstraße den Straßenverlauf.

### Westlicher Abschnitt

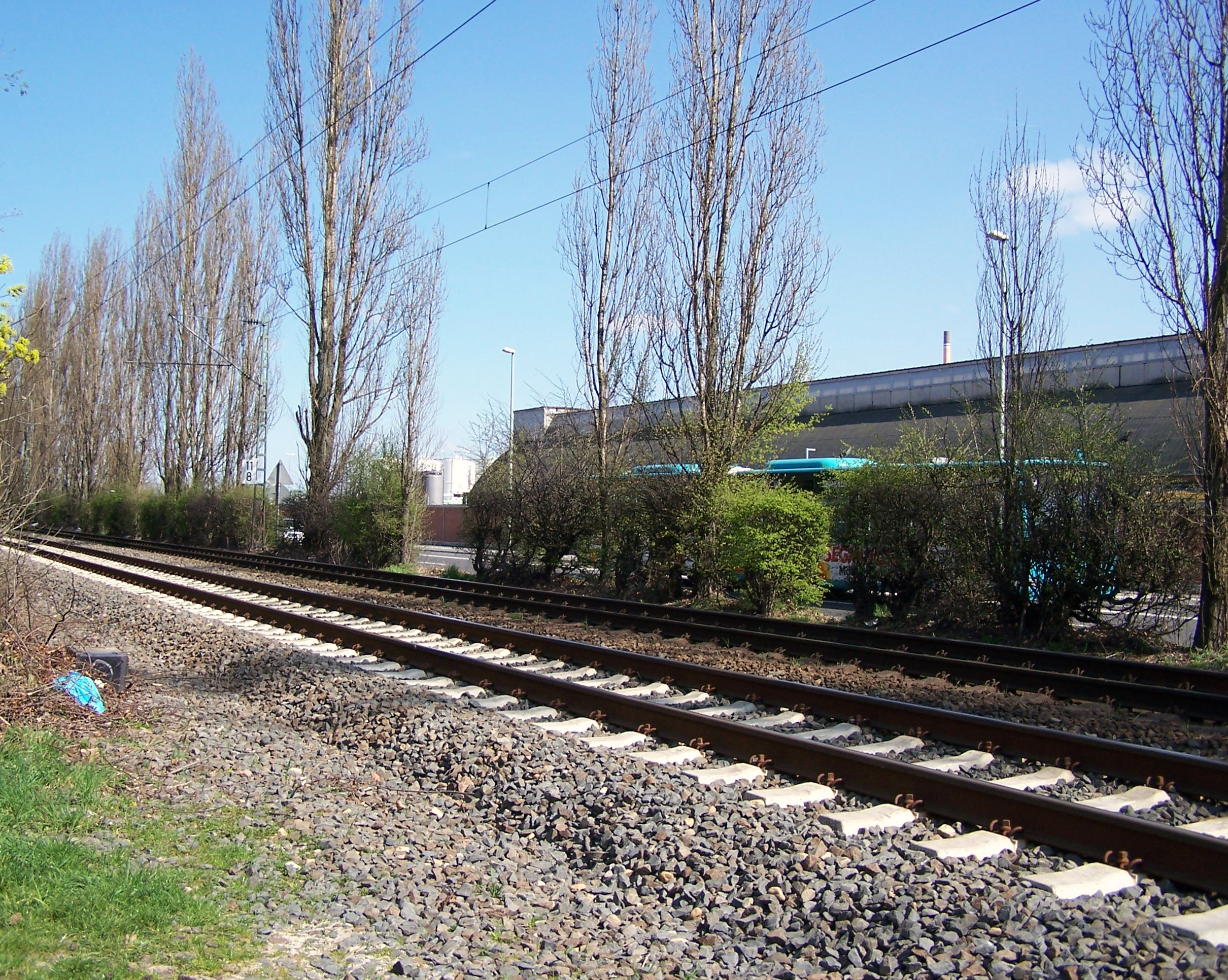
Am Bahnhof Sindlingen

Unter nordwestlicher Umfahrung von Sindlingen-Süd folgen die Abzweigungen Straße zur Internationalen Schule in die Ferdinand-Hofmann-Siedlung, Westenbergerstraße zum südlichen Ortskern Sindlingens und Im Hofheimer Grund nach Hattersheim. Im letzten Abschnitt der Straße verläuft dazu parallel die Wendeschleife der Stadtbuslinien 54 und M55.

## Bauwerke

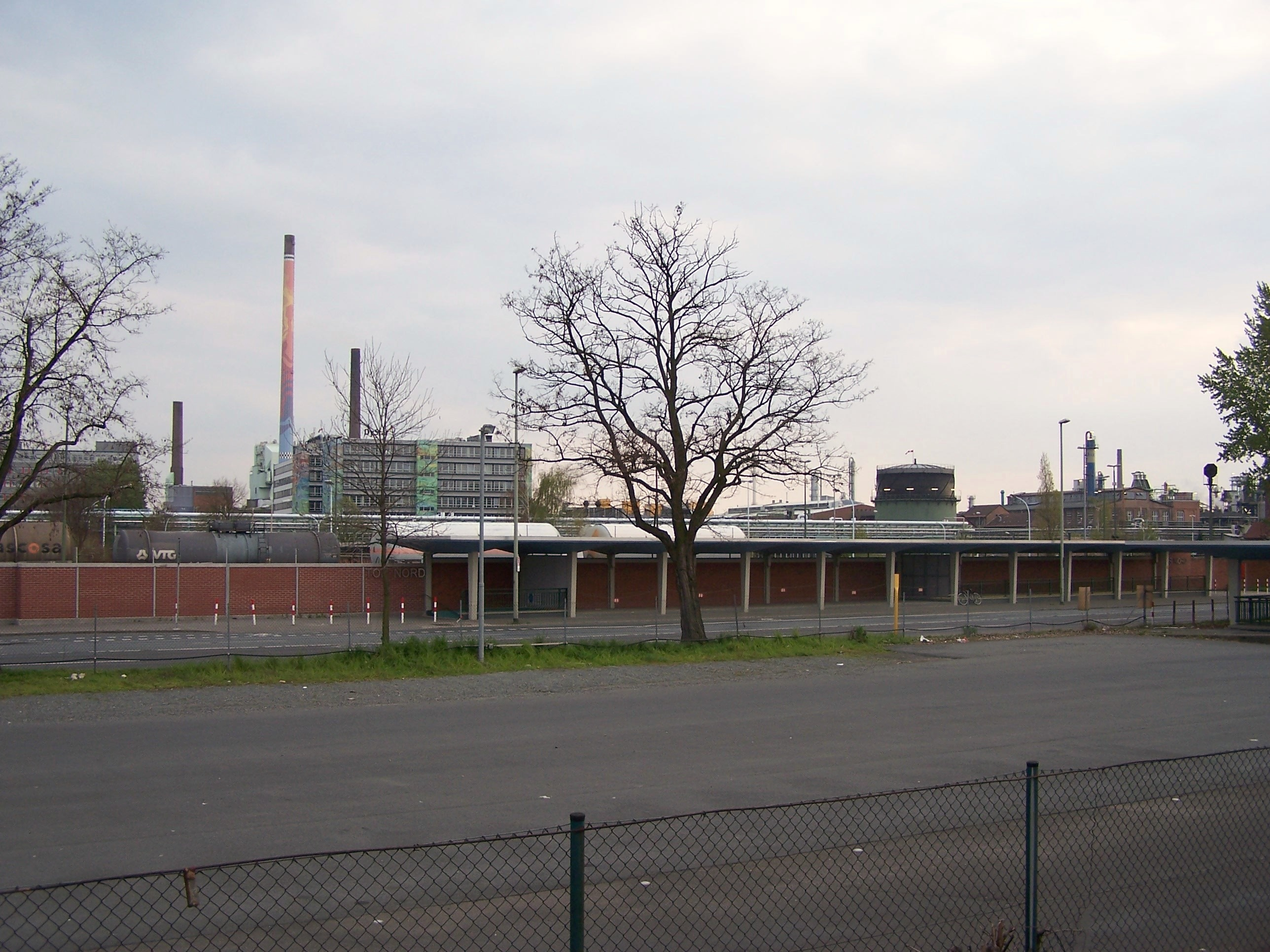
Tor Nord

Die Hoechster-Farben-Straße hat nur fünf Hausnummern (2, 4, 5, 15 und 27), die sich alle im Stadtteil Sindlingen befinden. Trotzdem ist sie weitgehend bebaut. Das markanteste Bauwerk im östlichen Abschnitt ist die Werksmauer des Industrieparks Höchst, die über 2 km entlang der Straße verläuft. Sie wird im Volksmund als „Chinesische Mauer“ bezeichnet.
Des Weiteren befinden sich die Bahnhöfe Farbwerke und Sindlingen an der Straße, wobei letzterer nicht von dort aus zugänglich ist. In Sindlingen befindet sich das Tor West des Industrieparks, das in Tieflage nur durch eine eigene Zufahrtsstraße und einen Fußgängertunnel unterhalb der Hoechster-Farben-Straße erreichbar ist. Im Stadtteil liegen außerdem zwei Tankstellen, und das Feuerwehrhaus der Freiwilligen Feuerwehr Sindlingen. Die Hermann-Brill-Siedlung und der Sportplatz von Viktoria Sindlingen liegen ebenfalls in unmittelbarer Nähe der Straße.

## Verkehr
Die Hoechster-Farben-Straße ist vierstreifig ausgebaut und Teil zweier Landesstraßen. Über den östlichen Abschnitt verläuft die L3006, während der westliche Abschnitt Teil der L3265 ist. Sie wird ab Leunaknoten von den Omnibuslinien 54 bis zum Sindlinger Kreisel und 53 bis zur Pfaffenwiese befahren.
Auf der Straße ist größtenteils ein Tempolimit von 60 km/h vorgeschrieben. Wegen des großzügigen Ausbauzustands wird dieses Limit aber häufig überschritten, was vor allem im Bereich der engen Kurve in Sindlingen schon häufig zu schweren Unfällen führte.